# Liberty (Schiff, 1918)
Die Liberty war ein Versorgungsschiff, das zuletzt im Dienst der United States Army stand. Das Schiff wurde bereits während des Ersten Weltkrieges gebaut und hat außer dem Namen nichts mit den bekannten und standardisierten Liberty-Frachtern des Zweiten Weltkriegs gemeinsam. Es wurde im Januar 1942 vom japanischen U-Boot I-166 torpediert und anschließend auf den Strand von Bali gesetzt.

## Bau
Die Liberty lief am 19. Juni 1918 als eines der ersten Schiffe überhaupt bei der Federal Shipbuilding and Drydock Company in Kearny, New Jersey, vom Stapel und hatte die Baunummer 1. Das Schiff wurde nach dem Design 1037 für das United States Shipping Board (USSB) als Tiertransporter gebaut. Von der United States Navy wurde sie am 7. Oktober 1918 erworben und noch am selben Tag als Liberty (Kennung: ID-3461) unter dem Kommando von Lieutenant Commander Charles Longbottom (USNRF) in Betrieb genommen.

## Erster Weltkrieg
Die Liberty wurde dem Naval Overseas Transportation Service zugeteilt und verließ den New York Navy Yard am 24. Oktober 1918. Am 8. November kam sie mit einer Ladung Pferde in Brest an. Innerhalb der nächsten sechs Monate unternahm sie noch zwei weitere Fahrten von New York nach Frankreich und transportierte Tiere und normale Fracht.
Die letzte Fahrt führte sie beladen mit 436 t Fracht für die United States Army und 2072 t Eisenbahnschienen nach Newport News in Virginia, wo sie am 30. April 1919 ankam. Am 7. Mai 1919 wurde sie außer Dienst gestellt und an das USSB zurückgegeben.

## Zweiter Weltkrieg
Bis 1939 wurde die Liberty von der Southgate-Nelson Corporation als Paketschiff im Linienverkehr eingesetzt. Im November 1940 wurde sie dann als eines von zehn Schiffen von der United States Army übernommen und ab Dezember 1941 im Pazifik eingesetzt.
Im Januar 1942 befand sich das Schiff mit einer Ladung Eisenbahnteilen und Gummi auf dem Weg von Australien auf die Philippinen. Am 11. Januar 1942 gegen 4:15 Uhr wurde es rund 10 Seemeilen südwestlich der Lombokstraße von dem japanischen U-Boot I-166 torpediert. Der US-Zerstörer Paul Jones und der niederländische Zerstörer Van Ghent nahmen das Schiff an den Haken und versuchten es in den niederländischen Hafen Singaraja an der Nordküste von Bali zu schleppen. Da der Wassereinbruch zu stark war, wurde die Liberty an der nordöstlichen Küste bei Tulamben auf den Strand gesetzt und aufgegeben.

## Das Wrack
In den folgenden Jahren wurde das Schiff von der einheimischen Bevölkerung geplündert, sogar die Schiffsschraube wurde entfernt, und es verfiel am Strand. Beim Ausbruch des Vulkans Agung 1963 rutschte das Schiff vom Strand in die Balisee und fand so seinen derzeitigen Platz auf der Seite liegend parallel zum Strand.
Das Wrack liegt heute in einer Wassertiefe von rund 9 bis 30 Metern und zählt zu den bekanntesten Tauchplätzen Balis. Es ist in der Zwischenzeit stark von Weich- und Hartkorallen bewachsen und teilweise stark verfallen. Das Betauchen der Laderäume ist auf Grund der Einsturzgefahr nur noch eingeschränkt möglich. Die beiden Geschütze sind noch vorhanden, aber ebenfalls stark bewachsen.

## Bildergalerie vom Wrack

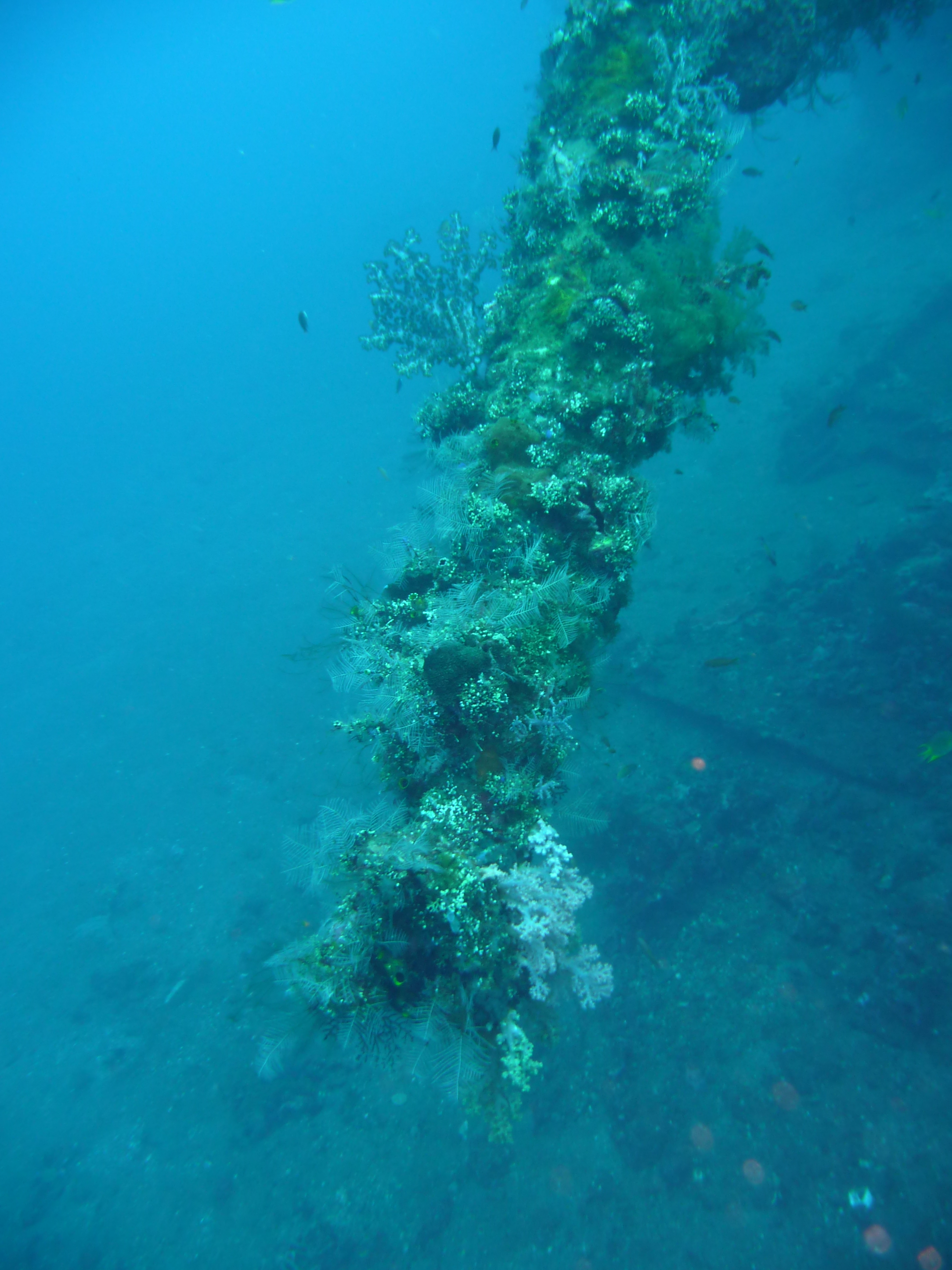
Geschützrohr des 6-Zoll-Geschützes
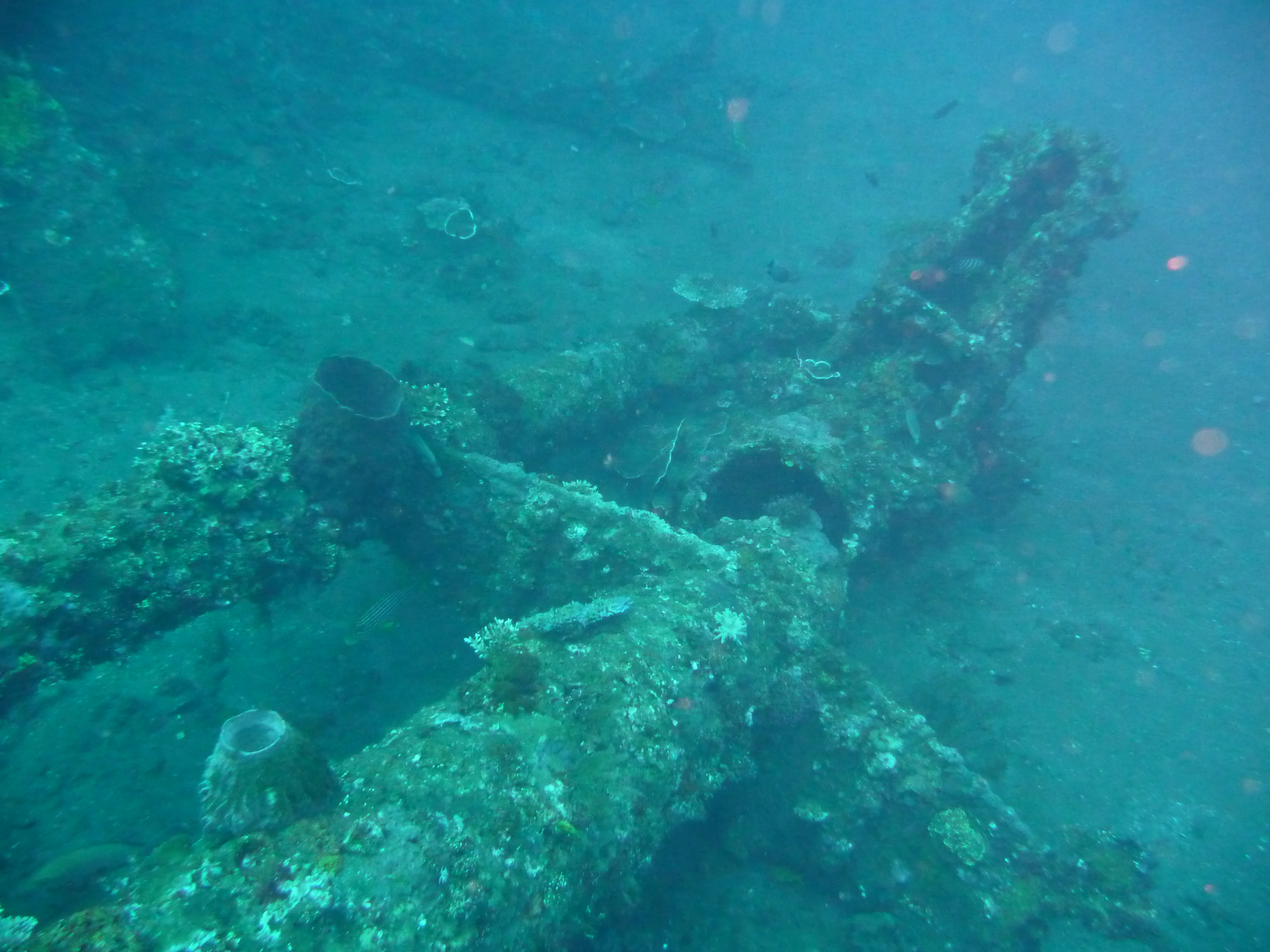
Ladebaum des Schiffes
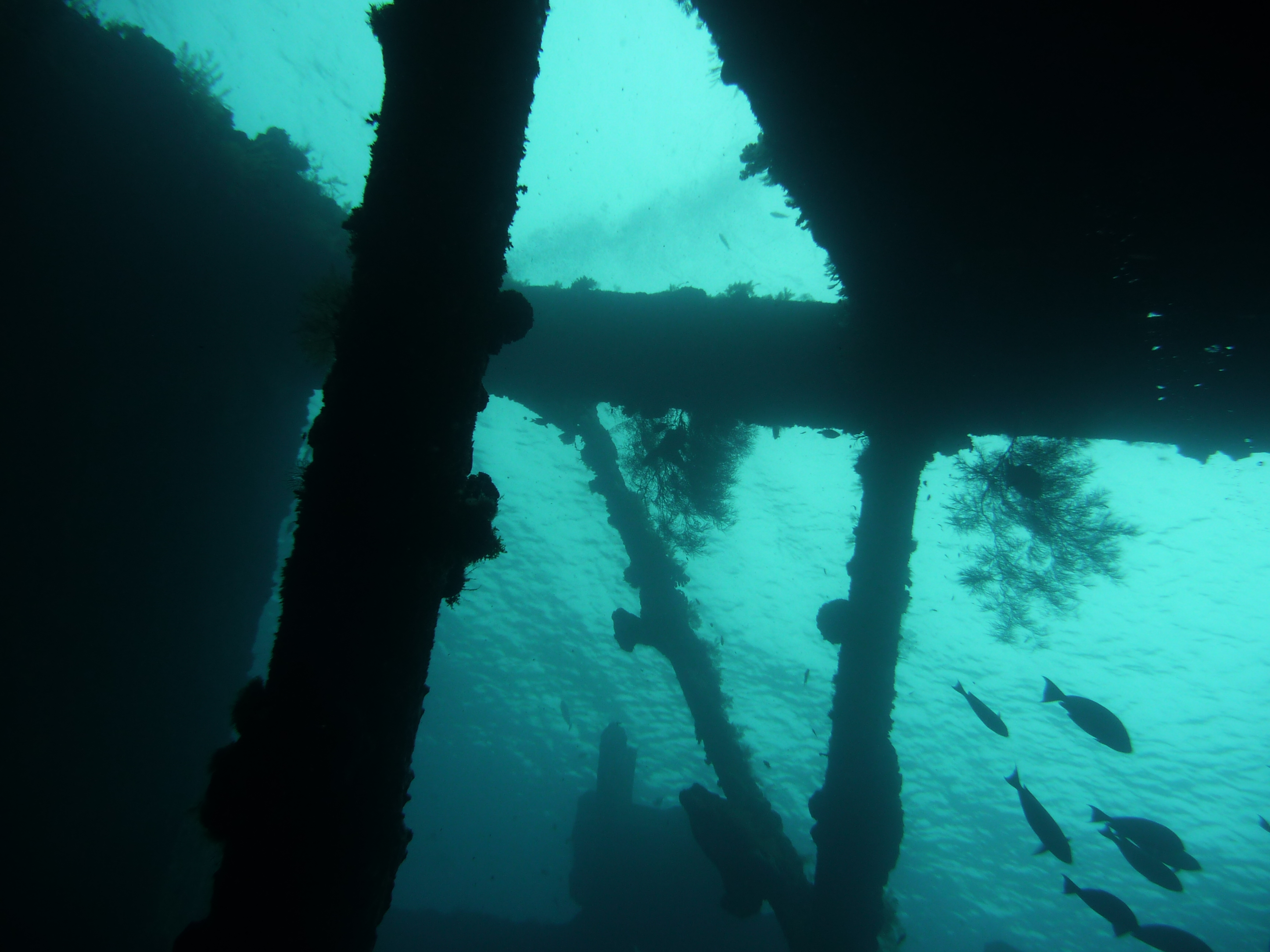
Eingestürzter Laderaum
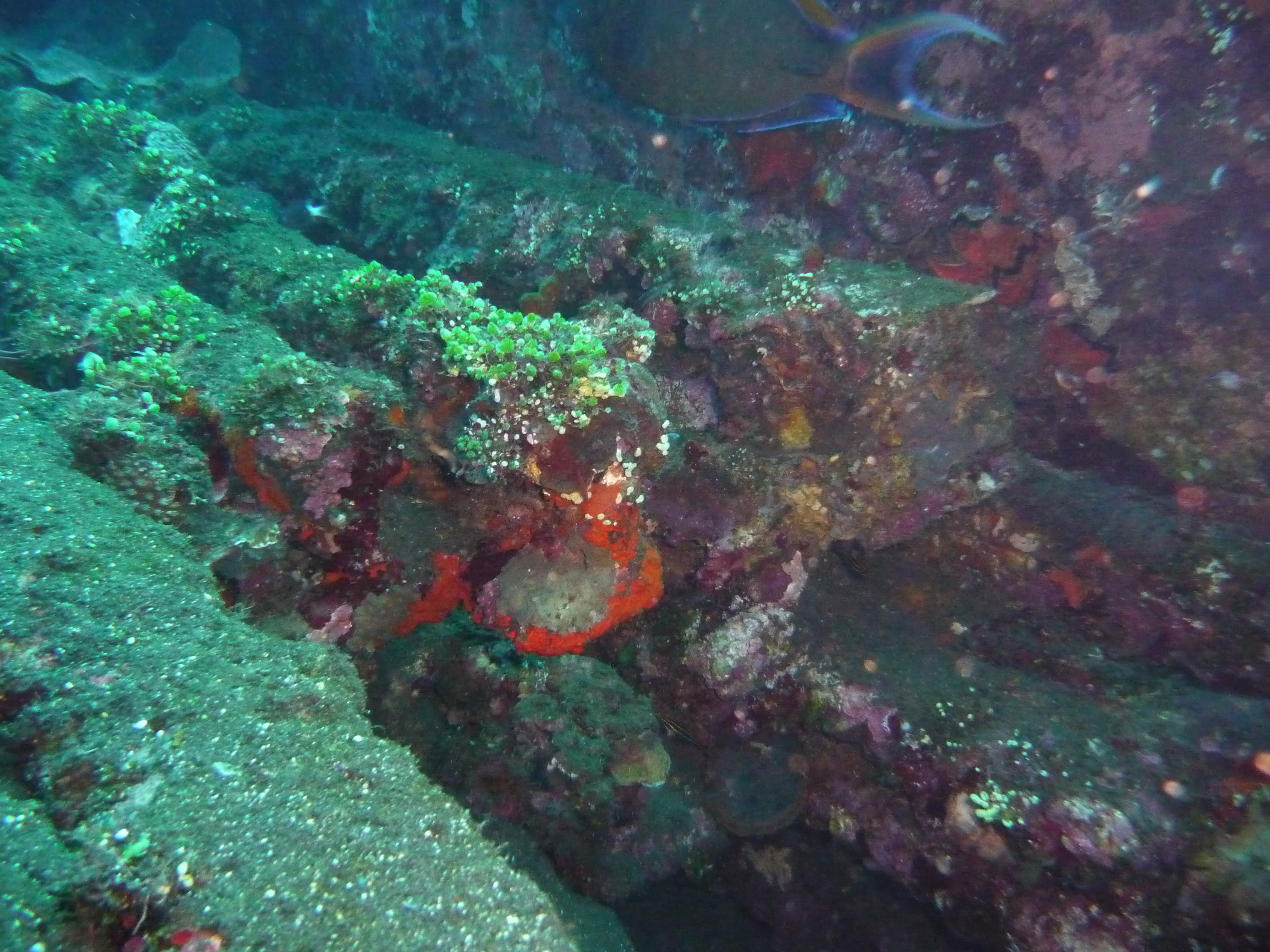
Eisenbahnschienen auf dem Wrack